# Fran Albreht
Fran Albreht, tudi Franc/Franz Albrecht, "Franta", slovenski pesnik, književnik, aktivist OF in taboriščnik, * 17. november 1889, Kamnik, † 11. februar 1963, Ljubljana.

## Življenje
Rodil se je očetu Vinku in materi Ivanki (rojena Studen).
Albreht je sodeloval v NOB od leta 1941 kot aktivist OF v Ljubljani in bil večkrat zaprt. Leta 1944 je bil poslan v koncentracijsko taborišče Dachau. Med letoma 1945 in 1948 je bil ljubljanski župan.
Leta 1919 se je poročil s pesnico in pisateljico Vero Albreht.
Bil je neoromantični pesnik in gledališki kritik. Urejal je Ljubljanski zvon, bil je med ustanovitelji Sodobnosti.

## Priznanja
Odlikovanja in nagrade
- partizanska spomenica 1941
- red bratstva in enotnosti II. stopnje
- Prešernova nagrada, 1960

## Dela
- Kriza Ljubljanskega Zvona, 1932 (COBISS)
- Zadnja pravda, 1934
- Pesmi, 1966
- Gledališke kritike, 1973